# Felix de Muelenaere
Felix Amandus de Muelenaere, född 5 april 1793 i Pittem, död 5 augusti 1862 i Pittem, var en belgisk politiker (katolik).
de Muelenaere var juridisk ämbetsman i Brygge och var en av ledarna för belgiska oppositionen i generalstaternas andra kammare och efter revolutionen 1830 medlem av nationalkongressen samt från 1831 av representantkammaren. 1831-1832, 1834-1836 och 1841-1842 var han utrikesminister, och 24 juli 1831-20 oktober 1832 också premiärminister. Under mellantiderna och därefter till 1849 tjänstgjorde han som guvernör över Västflandern. Han utnämndes av påven till greve.